# Cá ngựa đầu ngắn
Cá ngựa đầu ngắn (tên khoa học Hippocampus breviceps) là một loài cá ngựa thuộc họ Syngnathidae. Nó là loài đặc hữu của Úc. Các môi trường sống tự nhiên của chúng là biển mở, biển nông, đáy nước bán thủy triều, rạn san hô, cửa sông, bãi giữa triều, đấm phá bờ biển, và karst.

## Hình ảnh

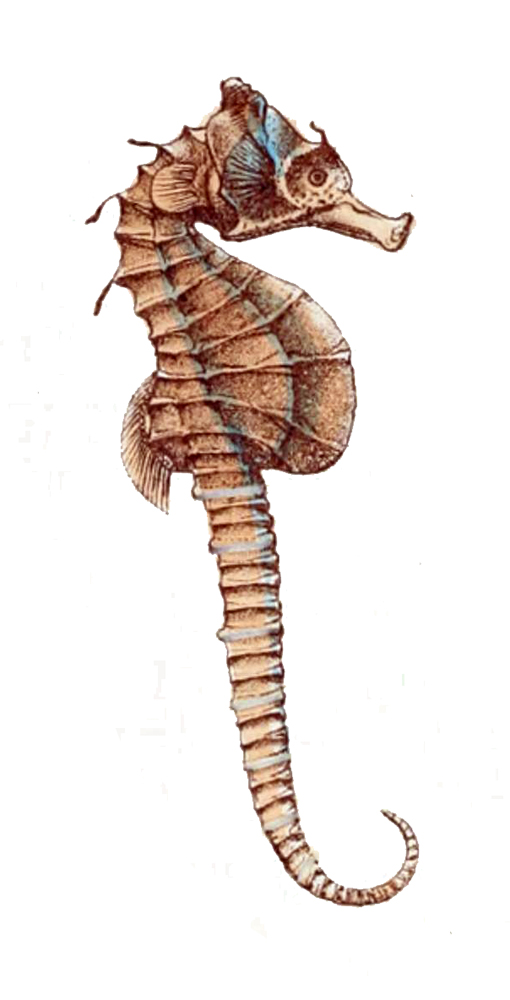